# انیلتون (بازیکن فوتبال)
انیلتون (به پرتغالی: Enílton Menezes de Miranda) مهاجم اهل برزیل است که در شهر Campo Grande, Rio de Janeiro و در تاریخ ۱۱ اکتبر ۱۹۷۷ به دنیا آمده‌است.
انیلتون در تیم‌های فوتبال Boavista-RJ، Sion، Yverdon، Sion، Yverdon، کوریتیبا، Tigres، اتلتیکو مینیرو، Vitória، Juventude، پالمیراس، Omiya Ardija سابقهٔ حضور دارد.